# تیک تیک تیک (فیلم ۱۹۸۱)
تیک تیک تیک (انگلیسی: Tik Tik Tik) یک فیلم در ژانر به کارگردانی باراتیراجا است که در سال ۱۹۸۱ منتشر شد. از بازیگران آن می‌توان به کمال حسن و مادهوی اشاره کرد.